# Pizzo Ruscada
Der Pizzo Ruscada ist der zweithöchste Berg im Norden des Centovalli in den Tessiner Alpen. Mit einer Höhe von 2004 Metern liegt er im Schweizer Kanton Tessin. Die italienische Grenze verläuft westlich in etwa zwei Kilometer Entfernung.
Auf einem Sattel in etwa 1674 Metern Höhe liegen die Ruinen der Alpe Ruscada, die früher von Italien her bewirtschaftet wurde.

## Aufstieg
Der Aufstieg ist unter anderem über den Ostgrat ab Monte di Comino möglich und wird auf der SAC-Wanderskala als T3 (anspruchsvolles Bergwandern) eingestuft. Der Berg ist auch über den Südgrat her erreichbar, Ausgangspunkt ist hierbei Costa.